# Wołkowo (rejon głębocki)
Wołkowo (biał. Воўкава; ros. Волково) – wieś na Białorusi, w obwodzie witebskim, w rejonie głębockim, w sielsowiecie Plissa.

## Historia
W czasach zaborów w gminie Łużki, w powiecie dzisieńskim, w guberni wileńskiej Imperium Rosyjskiego.
W latach 1921–1945 wieś leżała w Polsce, w województwie wileńskim, w powiecie dziśnieńskim w gminie Łużki.
Według Powszechnego Spisu Ludności z 1921 roku zamieszkiwało tu 46 osób, 26 było wyznania rzymskokatolickiego, 19 prawosławnego a 1 ewangelickiego. Jednocześnie 40 mieszkańców zadeklarowało polską a 6 białoruską przynależność narodową. Było tu 7 budynków mieszkalnych. W 1931 w 11 domach zamieszkiwało 51 osób.
Wierni należeli do parafii rzymskokatolickiej w Zadorożu i prawosławnej w Porzeczu Cerkiewnym. Miejscowość podlegała pod Sąd Grodzki w Łużkach i Okręgowy w Wilnie; właściwy urząd pocztowy mieścił się w Łużkach.
W wyniku napaści ZSRR na Polskę we wrześniu 1939 miejscowość znalazła się pod okupacją sowiecką. 2 listopada została włączona do Białoruskiej SRR. Od czerwca 1941 roku pod okupacją niemiecką. W 1944 miejscowość została ponownie zajęta przez wojska sowieckie i włączona do Białoruskiej SRR.
Od 1991 w składzie niepodległej Białorusi.